# Бэкбон
Бэкбон (англ.  Backbone Mountain) — часть горного хребта Аллеганы в горной системе Аппалачи. Находится на территории штатов Мэриленд и Западная Виргиния США.

## Описание
В горном хребте Бэкбон находится самая высокая точка в Мэриленде, достигающая высоты 3360 футов (1024 метра). Расположен на территории округа Гарретт Мэриленда в 12 милях (19 км) к югу от Окленда. Длина хребта составляет 35 миль (56 км) и далее он простирается на юго-запад в округа Престон и Такер в Западной Виргинии.
Восточный континентальный водораздел следует по части хребта в Мэриленде. Истоки реки Йокогейни бассейна реки Миссисипи лежат к северо-западу от горы, тогда как истоки Северного рукава реки Потомак лежат к югу от хребта, вдоль границы Западной Виргинии и Мэриленда. В Западной Виргинии Восточный континентальный водораздел отклоняется на восток, и стоки с обеих сторон горы впадают в реку Блэк-Форк.
Хребет дважды пересекает трасса US 219, один раз к северу от Парсонса и ещё раз около Силвер-Лейк. Его также пересекает трасса US 50 к востоку от Редхауса, Мэриленд.